# Жилино (Железногорский район)
Жи́лино — деревня в Железногорском районе Курской области. Входит в состав Рышковского сельсовета.

## География
Расположена в 24 км к юго-востоку от Железногорска на правом берегу реки Усожи, которая в этом месте образует излучину, напротив села Шатохино. К северо-западу от деревни находится урочище Верхний Лесок, к северу — местное кладбище, к северо-востоку — урочище Озерок.

## История
В XVIII—XIX веках будущая деревня Жилино была частью села Шатохино. На территории Жилина, к югу от сельского кладбища, располагался шатохинский храм Архангела Михаила. Статус отдельного населённого пункта деревня получила в первые советские годы.
После установления советской власти Жилино вошло в состав Басовского сельсовета. С 1928 года в составе Фатежского района. В 1930 году жители Жилина начали вступать в колхоз «Муравейник», в который входила также часть соседнего села Шатохино. В последующие 20 лет местные жители работали в этом хозяйстве.
В 1935—1963 годах деревня находилась в составе Верхнелюбажского района, затем возвращена в Фатежский район. В 1937 году в Жилино было 17 дворов. Во время Великой Отечественной войны, с октября 1941 года по февраль 1943 года, находилась в зоне немецко-фашистской оккупации. 
В начале 1950-х годов колхоз «Муравейник» вошёл в состав колхоза имени Сталинской Конституции (центр в с. Шатохино). К концу 1950-х годов эта артель была присоединена к колхозу имени Ленина (центр в д. Басово). С этого времени и до 1990-х годов население деревни трудилось в этом хозяйстве.
С декабря 1991 года Жилино в составе Железногорского района. В 2013 году в деревню был проведён газ. В 2017 году, с упразднением Басовского сельсовета, деревня была передана в Рышковский сельсовет.

## Население
| 1979 | 2002 | 2010 |
| ---- | ---- | ---- |
| 55   | ↘26  | ↘14  |